# Ala kyrka
Ala kyrka är en kyrkobyggnad i Ala socken i Visby stift. Den ligger i ett öppet jordbrukslandskap vid länsväg 143 från Ljugarn, en kilometer söder om korsningen med länsväg 146 till Kräklingbo och är församlingskyrka i Östergarns församling. Kyrkan grundlades på 1100-talet.

## Exteriör
Kyrkan var från början en absidkyrka (vilket innebär att koret avslutas med en halvrund utbyggnad, en absid), byggd på 1100-talet. Cirka 1250 fick kyrkan ett förlängt kor och ett torn i väster. I kyrkan finns två portaler, som är kvar från den äldsta kyrkan, utsmyckade med skulpturer vars mening och syfte idag är okända.

## Interiör
Kyrkan förstördes i en svår brand juni 1938. I branden förstördes stora delar av dem medeltida inredningen, bland annat ett välbevarat triumfkrucifix, och de målade medeltida glasfönstren, samt kyrkklockan. Orgeln, ljuskronan och altarklädet hann räddas. Kyrksilvret blev kvar i kyrkan, men förvarades i ett låst skåp som visade sig ha motstått branden. Kyrkan återinvigdes 1940 efter en omfattande renovering.
I samband med restaureringen upptäcktes två medeltida kalkmålningar: i tornvalvet ornament från byggnadstiden, och i långhuset en svit av scener från Kristi lidande målade kring 1400-talets mitt av ett anonymt målarlag kända som Passionsmästaren.

## Inventarier
Dopfunten av kalksten, från mitten av 1200-talet, undkom branden oskadd. Kyrkan rymmer också en altaruppsats från 1663, målad av stadsmålaren i Visby Johan Bartsch och utlånad av Gotlands fornsal. Ursprungligen tillhörde den Björke kyrka.

### Orgel
1953 bygger Åkerman & Lund, Sundbyberg, en mekanisk orgel.
| Huvudverk I   | Svällverk II  | Pedal          | Koppel |
| Gedackt 8’    | Kvintadena 8’ | Gedacktbas 16’ | I/P    |
| Principal 4’  | Rörflöjt 4’   |                | II/P   |
| Kvinta 1 1⁄3’ | Gemshorn 2’   |                | II/I   |
|               | Tremulant     |                |        |

## Galleri

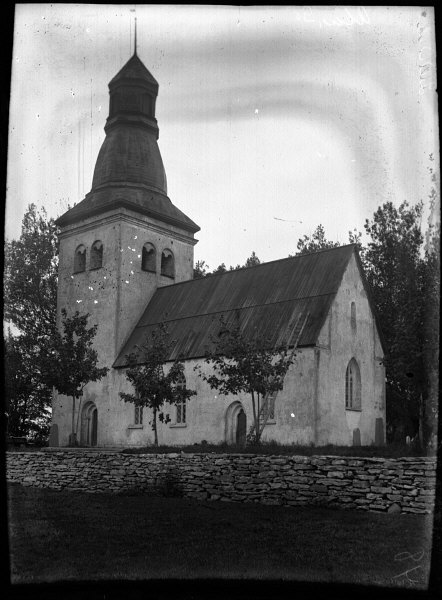
Ala kyrka, 1917
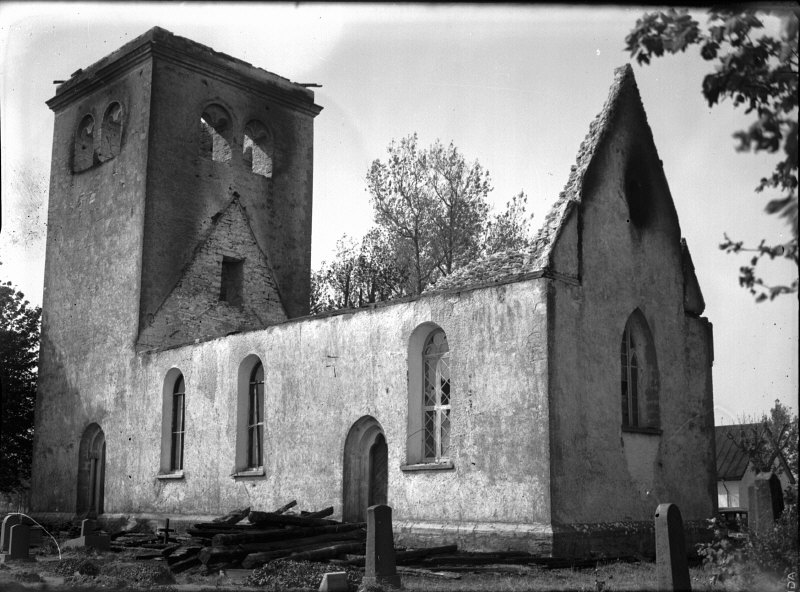
Ala kyrka efter branden 1938.
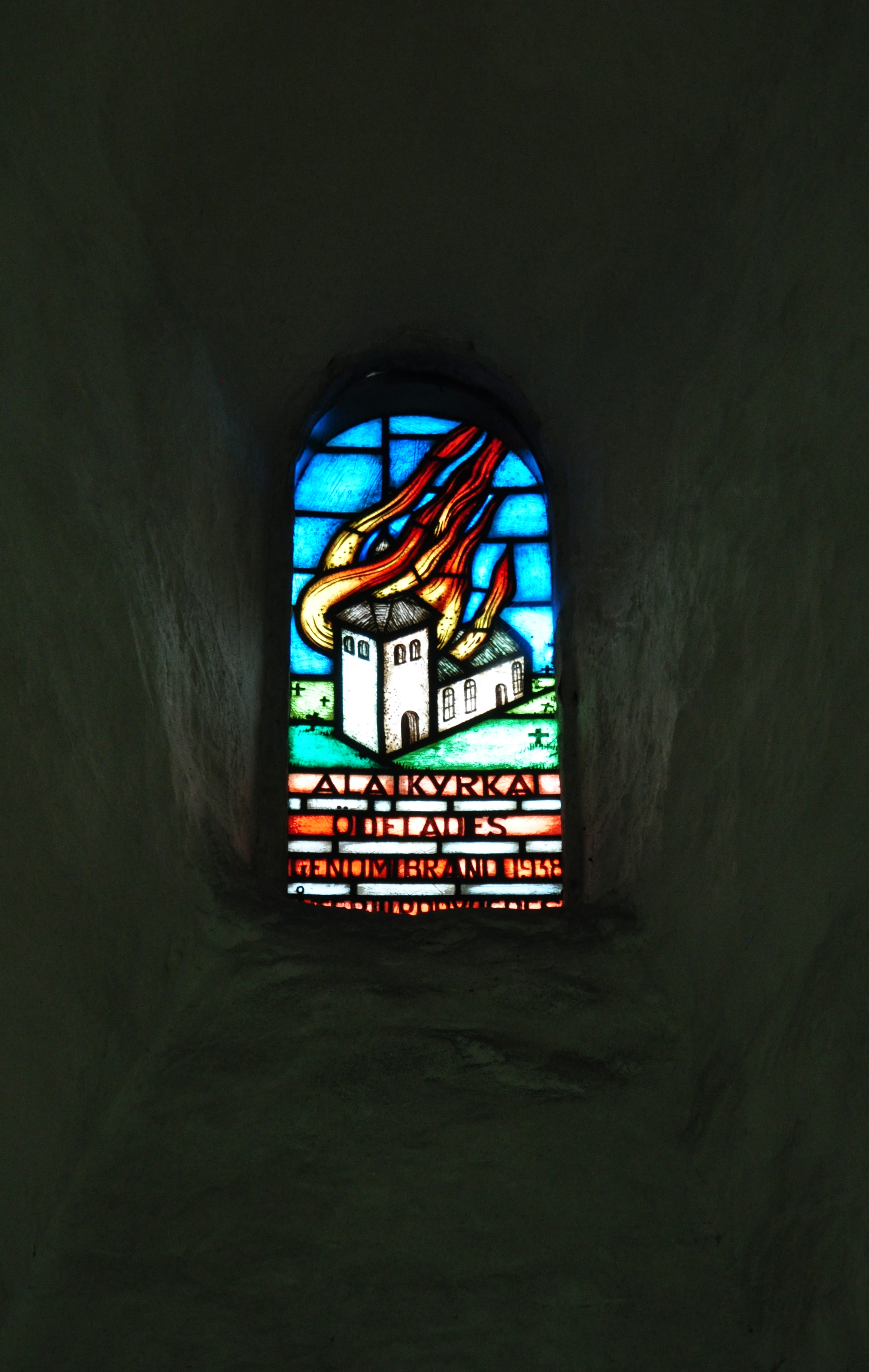
Glasmålning till minne av kyrkobranden i Ala kyrka av konstnären Oskar Brandtberg.
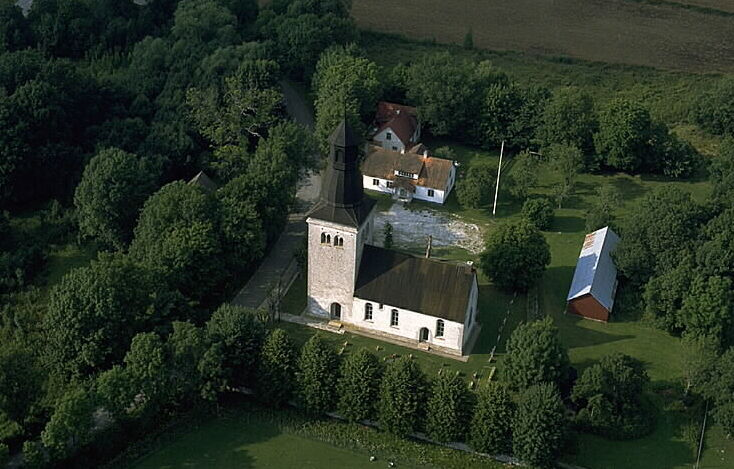
Ala kyrka sedd från ovan.
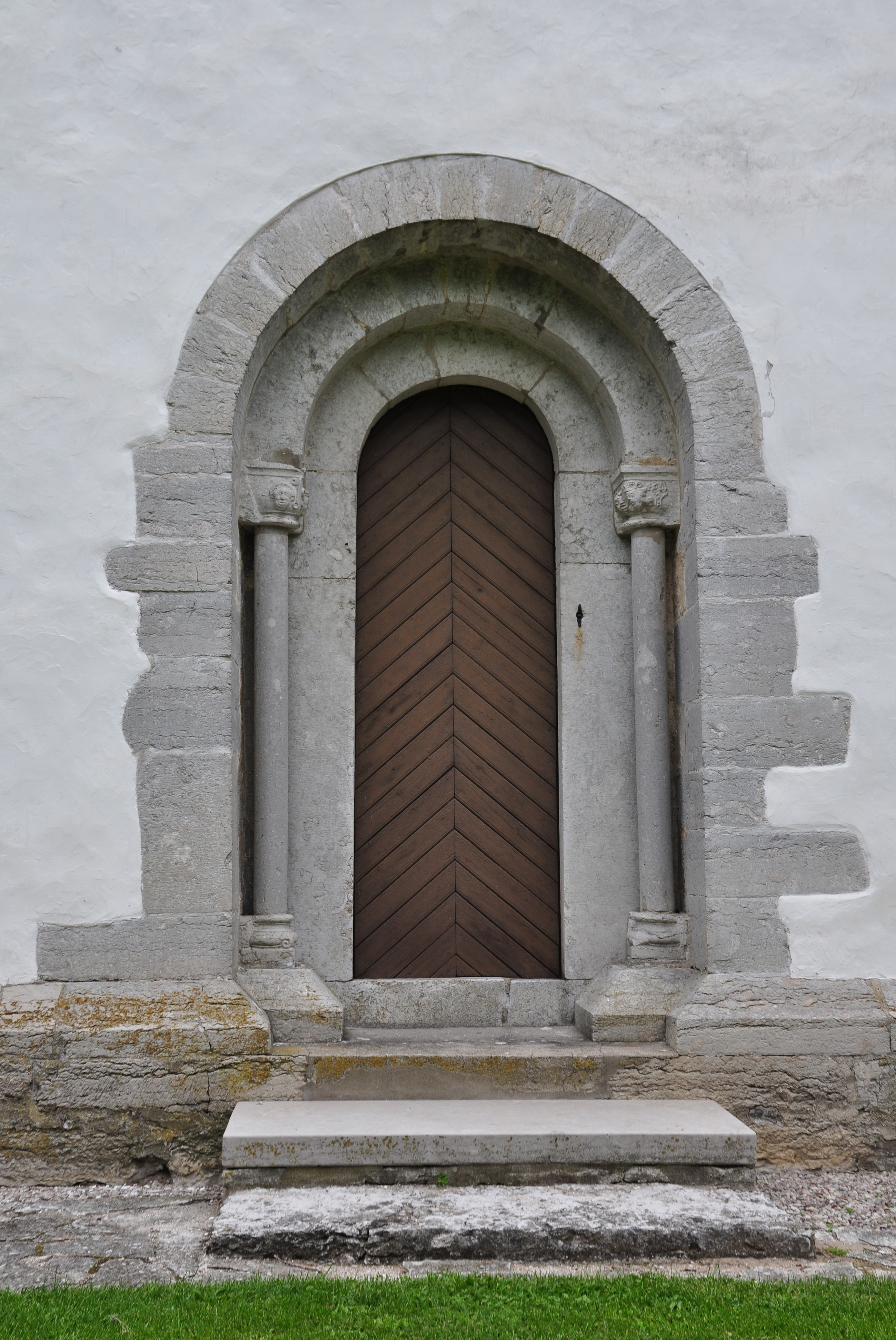
Portal.
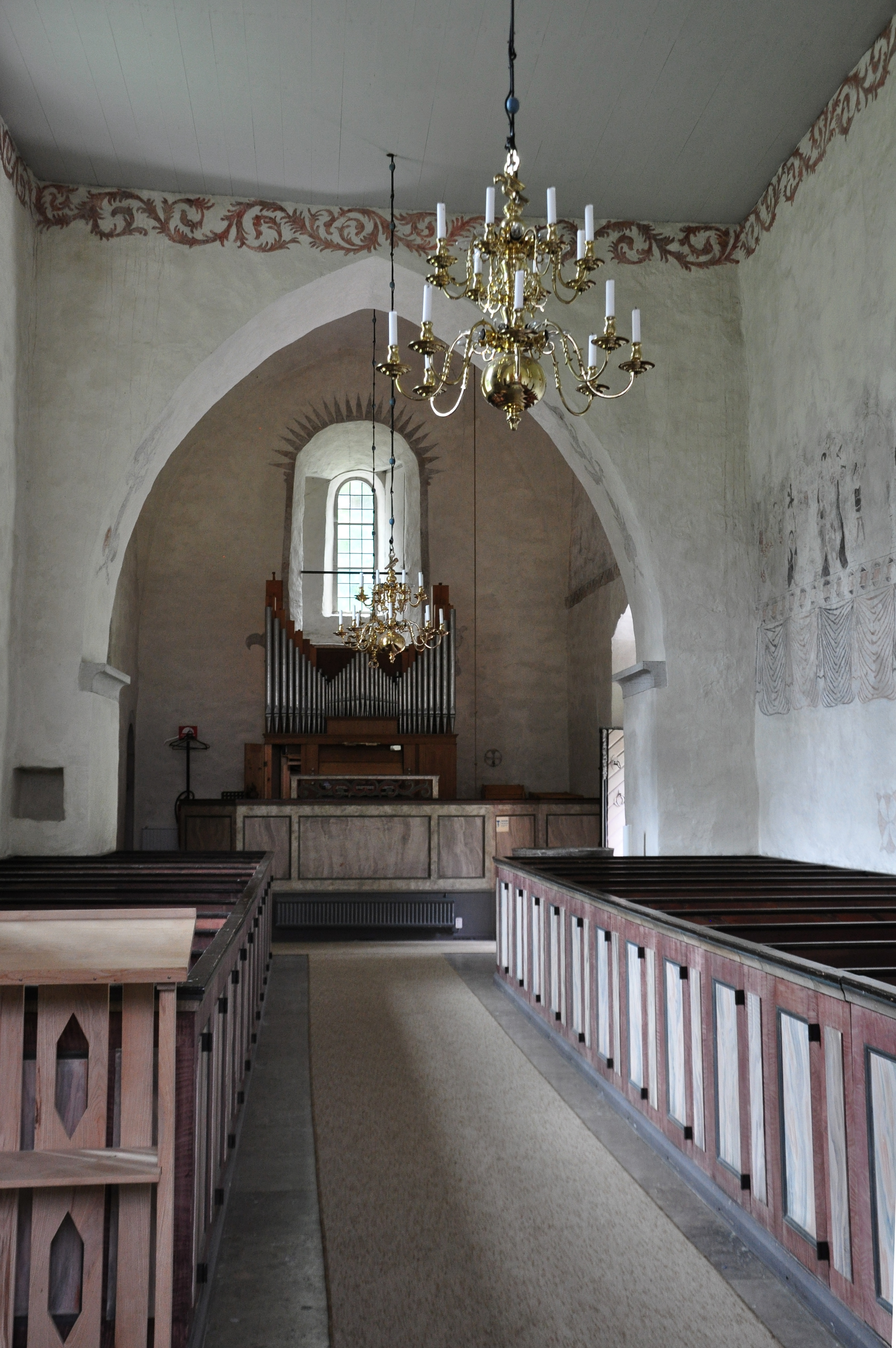
Långhuset i Ala kyrka (åt väster) med orgel av Åkerman & Lund Orgelbyggeri AB.
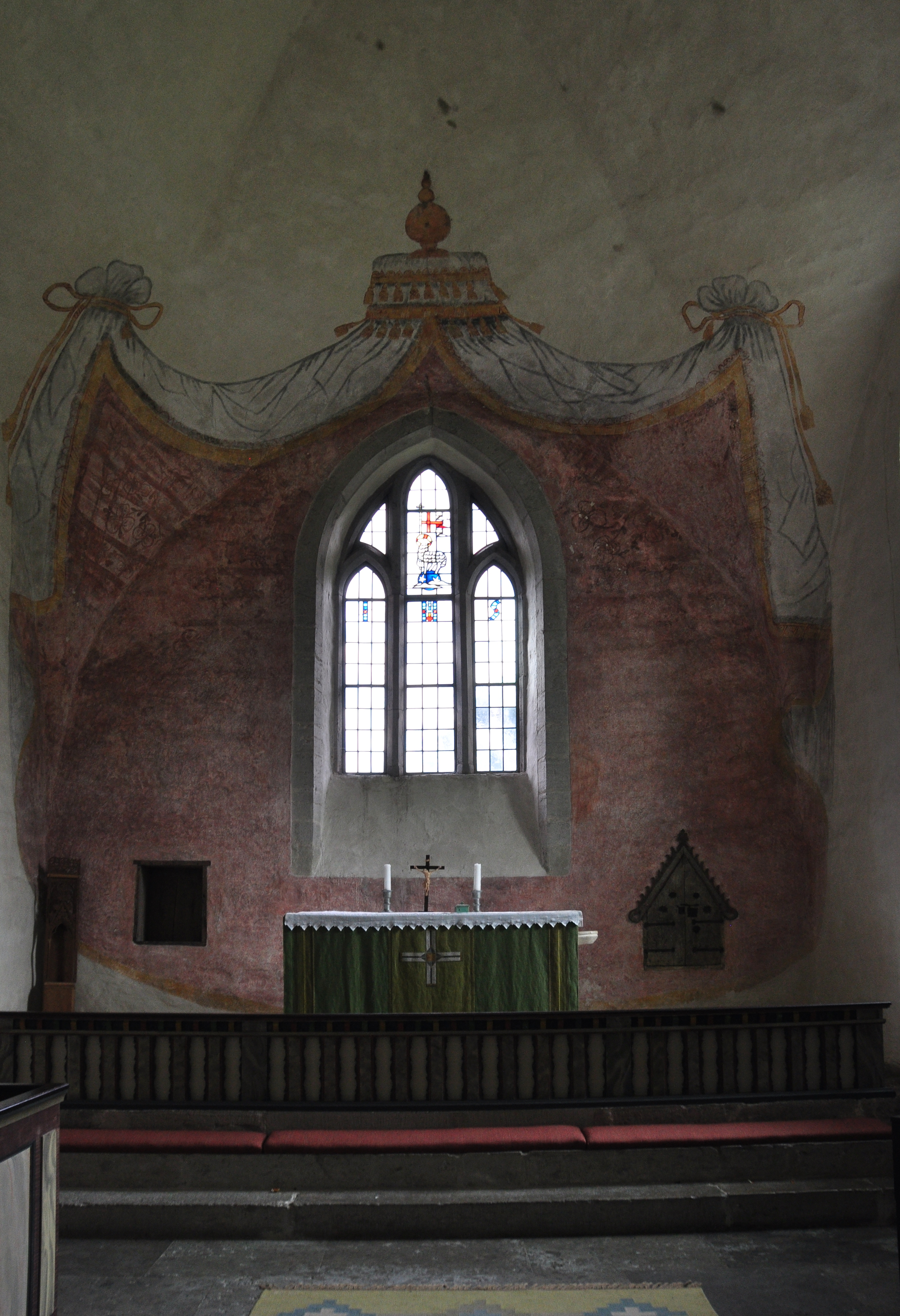
Altaret och draperimålning från tidigt 1700-tal.
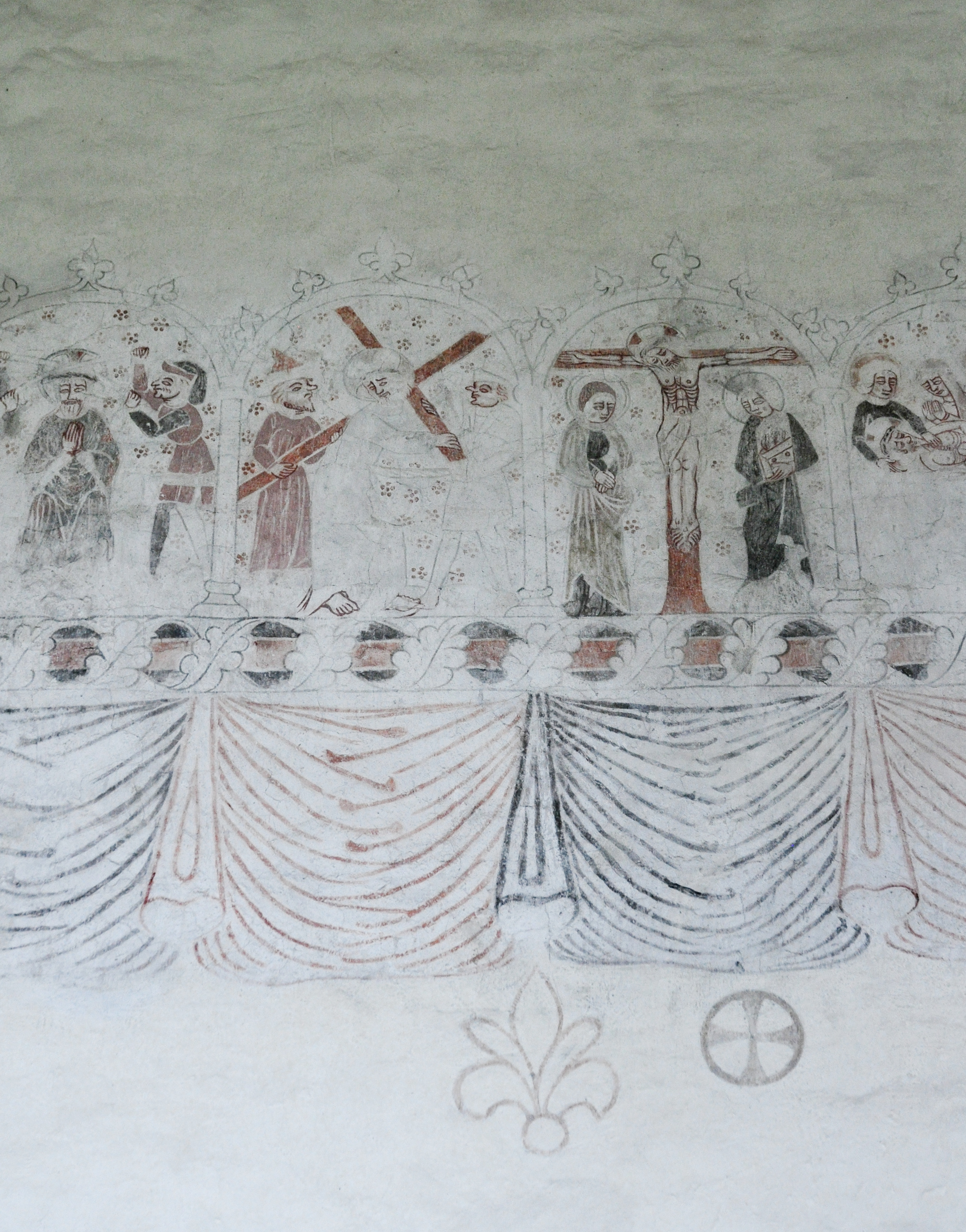
Kalkmålningar av Passionsmästaren från 1400-talet i långhuset.
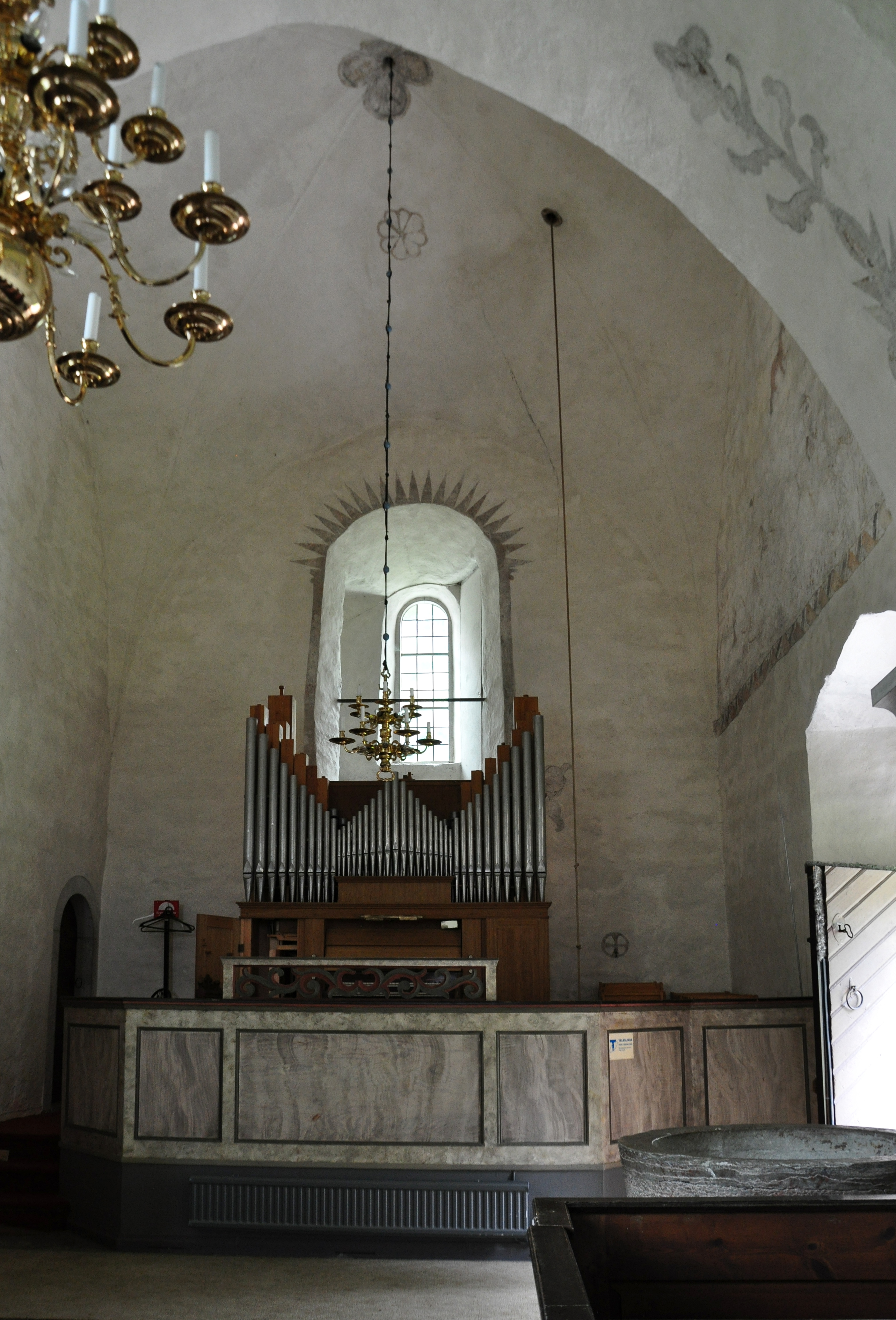
Orgeln byggd 1959 av Åkerman & Lund Orgelbyggeri AB.